# Amakusanthura inornata
Amakusanthura inornata is een pissebed uit de familie Anthuridae. De wetenschappelijke naam van de soort is voor het eerst geldig gepubliceerd in 1952 door Miller & Menzies.